# Bitwa pod Zawichostem
Bitwa pod Zawichostem – bitwa, która rozegrała się 19 czerwca 1205 roku między wojskami małopolskimi a oddziałami ruskimi. Bitwa była punktem zwrotnym w historii zmagań polsko-ruskich. Bitwa jest jednym z największych zwycięstw oręża polskiego w dziejach.

## Geneza bitwy
Od czasu podboju przez ks. kijowskiego Włodzimierza I Grodów Czerwieńskich ich obszar stał się terytorium spornym między Polską a Rusią. Walki o nie prowadził już m.in. Bolesław Chrobry, a następnie Kazimierz Sprawiedliwy, a jako młodzik (bo w roku 1199) Leszek Biały wyprawił się tam i wprowadził na ówczesny tron włodzimiersko-halicki księcia Romana halickiego. W wyniku niewyjaśnionych do końca okoliczności doszło do zerwania przymierza. Wielki najazd Romana na Polskę w roku 1205 zakończył się jego zupełną klęską poniesioną pod Zawichostem.

## Bitwa
W chwili, gdy Roman halicki uderzył na Małopolskę, sprzymierzony z nim Władysław Laskonogi zajęty był odpieraniem najazdu duńskiego na Pomorze Zachodnie. Toteż hufce Leszka Białego i Konrada Mazowieckiego, prowadzone przez wojewodę mazowieckiego Krystyna rozbiły osamotnionych Rusinów. W bitwie zginął Roman halicki, osierocił dwóch małoletnich synów, Daniela i Wasylka. Rozpoczął się okres walk o panowanie nad Haliczem między Polską i Węgrami. Później do sporu dołączył też syn Romana Halickiego, Daniel Romanowicz. W tym czasie Władysław Laskonogi obronił Pomorze Zachodnie przed najazdem króla Danii Waldemara II Zwycięskiego.
Książę Roman przeprawił się lekkomyślnie na lewy brzeg Wisły, gdzie uderzyli na niego Polacy spychając jego wojska do rzeki. Wycofujący się przeprawiali się z powrotem na koniach lub wpław, pozostali ginęli. Na prawym brzegu zebrali się ocaleni Rusini obserwując rzeź. Urwisko (prawdopodobnie podmyte) nie wytrzymało ciężaru ciężkozbrojnych i runęło wraz z nimi do rzeki.
Sukces Polaków przypieczętowała śmierć wodza armii ruskiej, Romana, który poległ w czasie ucieczki.
Latopisy mówią: „iż, książę Roman wkraczając na tereny polskie natrafił na ziemię wyjątkowo bagnistą i w żaden sposób nie mógł prowadzić walki”. Leszek, wraz z młodszym bratem Konradem, brał udział w tej bitwie – faktycznym jednak wodzem był wojewoda mazowiecki Krystyn.
Jan Długosz w „Rocznikach czyli Kronikach” informował, że w 1205 r.:

Książę Roman z potężnym wojskiem całej Rusi dociera aż do Zawichostu, gdzie zostaje całkowicie rozgromiony przez książąt Leszka i Konrada i ginie, a Polacy odnoszą świetne zwycięstwo [...]. Śmierć księcia Romana i rzeź jego wojska tak dalece przygnębiła i upokorzyła panów ruskich i naród, że nie mieli już więcej odwagi najeżdżać ziem polskich.

## Po bitwie
Śmierć Romana, a zarazem małoletność jego spadkobierców, umożliwiała ekspansję na osłabione, lecz wyjątkowo bogate (leżące na szlaku wiodącym na wybrzeża Morza Czarnego i posiadające liczne saliny) Księstwo halicko-włodzimierskie.

## Nawiązania w kulturze
- Pieśni o zwycięstwie pod Zawichostem – niezachowane polskie pieśni średniowieczne
- Zawichost. Śpiew historyczny – poemat epicki Jana Lama opublikowany w 1862 roku